# رونالد وارگاس
رونالد وارگاس (انگلیسی: Ronald Vargas؛ زادهٔ ۲ دسامبر ۱۹۸۶) بازیکن فوتبال اهل ونزوئلا است.
از باشگاه‌هایی که در آن بازی کرده‌است می‌توان به باشگاه فوتبال کلوب بروژ، باشگاه فوتبال آ. ا. ک آتن، باشگاه فوتبال نیوکاسل یونایتد جتس، باشگاه فوتبال اوستنده، باشگاه فوتبال اندرلشت، و باشگاه فوتبال کاراکاس اشاره کرد.
وی همچنین در تیم ملی فوتبال ونزوئلا بازی کرده‌است.